# Flogopita

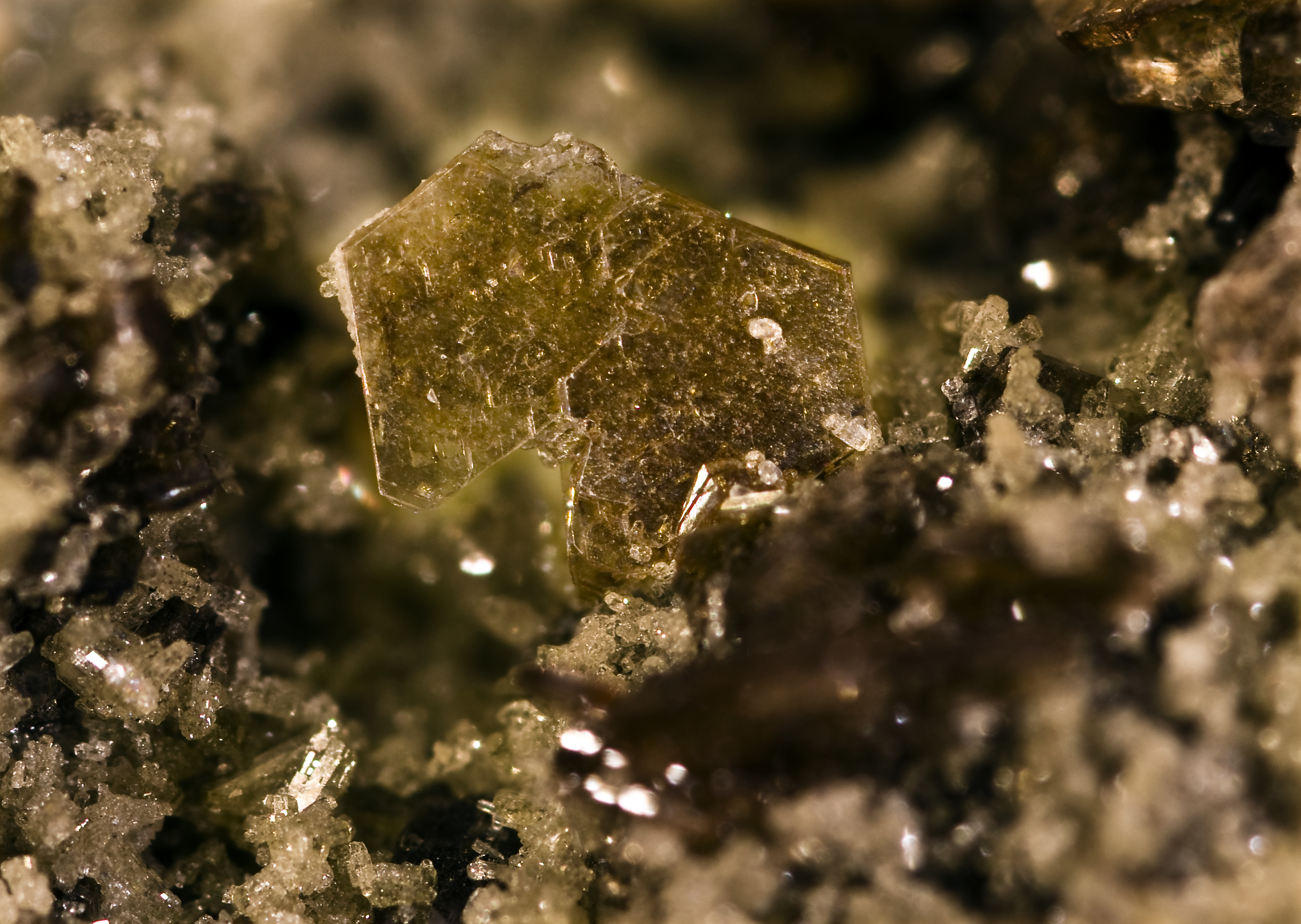
Flogopita.

A flogopita é um mineral de cor amarela, esverdeada ou castanha avermelhada, da família das micas, classe dos filossilicatos. Também conhecida como mica de magnésio.
A flogopita constitui o extremo magnesiano da série da biotite, com fórmula química KMg 3(AlSi3O10)(F, OH)2.